# William Dugdale (Historiker)

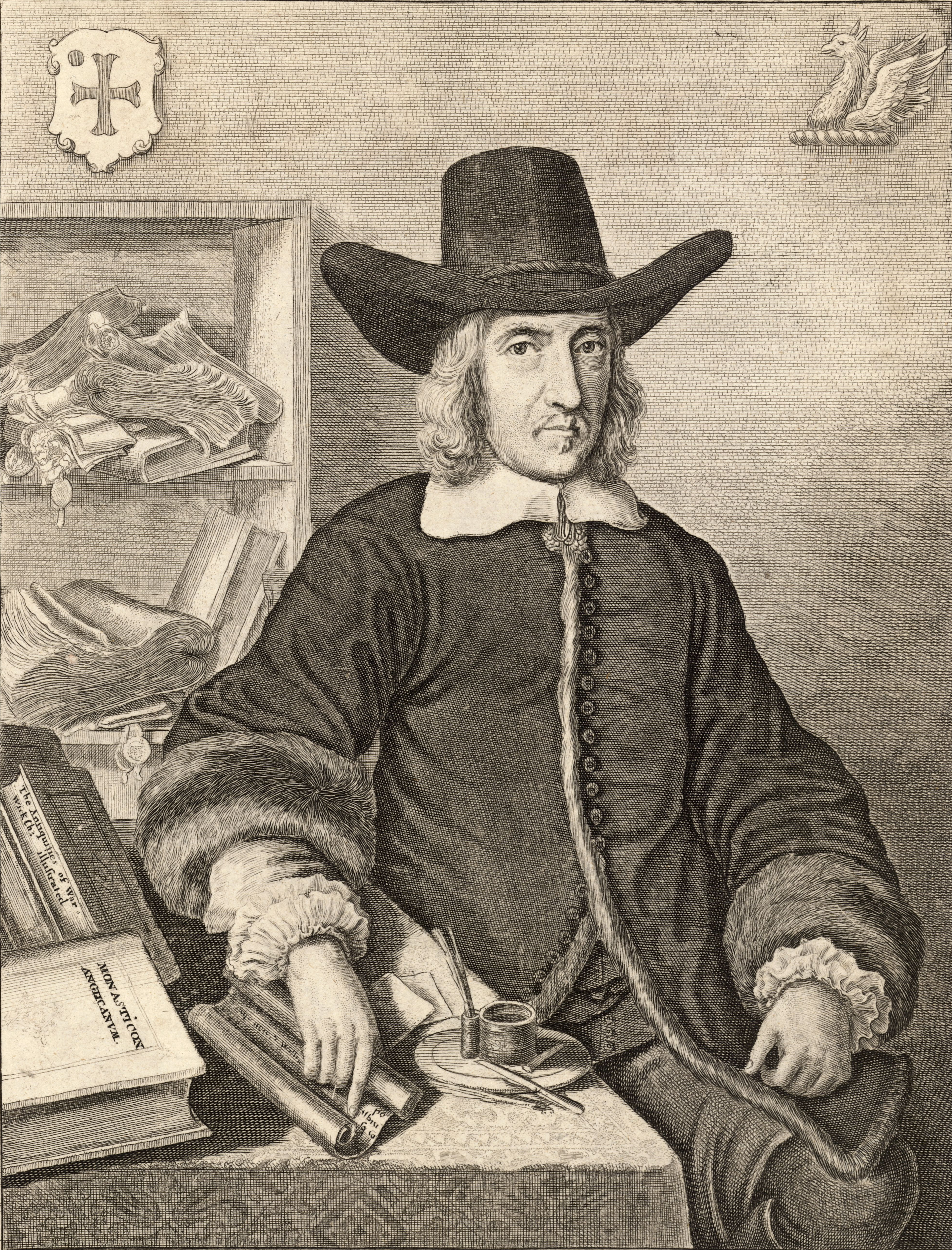
William Dugdale of Blyth Hall 1656, Kupferstich von Wenzel Hollar

Sir William Dugdale (* 12. September 1605 in Shustoke; † 10. Februar 1686 in Blyth Hall) war ein englischer Altertumsforscher und Herold. Als Gelehrter war er einflussreich bei der Entwicklung der Geschichte des Mittelalters als Forschungsobjekt.

## Leben
Dugdale wurde in Shustoke bei Coleshill Warwickshire geboren, wo sein Vater John Dugdale Steward (Verwalter) des örtlichen Grundeigentümers war. Er wurde an der King Henry VIII School in Coventry ausgebildet. 1623 heiratete er Margaret Huntbach (1607–1681), die ihm 19 Kinder gebar. 1625, im Jahr nach dem Tod seines Vaters, erwarb er Blyth Hall bei Shustoke, das zeitlebens sein Wohnsitz bleiben sollte.
Bei einem Streit um die Einfriedung seines Grundstücks mit einem Nachbarn traf er einige Jahre später auf den Leicestershire-Historiker William Burton, der als Schiedsrichter fungierte. Er war an der Transkription von Dokumenten und dem Sammeln von Kirchennotizen beteiligt und traf andere Midlands-Historiker wie Sir Symon Archer und Sir Thomas Habington. Er begann mit Archer an der Geschichte von Warwickshire zu arbeiten, und ihre Forschung führte sie in die Archive der öffentlichen Aufzeichnungen in London, wo er Sir Christopher Hatton, Sir Henry Spelman, Sir Simonds d’Ewes und Sir Edward Dering traf. Hatton begegnete ihm mit Gastfreundschaft und wurde sein wichtigster Förderer.
Im Jahr 1638 wurde Dugdale durch den Einfluss seiner Freunde als Blanch Lyon Pursuivant zu einem außerordentlichen Unterherold ( pursuivant of arms extraordinary) ernannt, 1639 in das Amt des Rouge Croix Pursuivant of Arms in Ordinary befördert. Die Unterbringung im College of Arms und die Einkünfte aus seinem Posten ermöglichten es ihm, seine Forschungen in London fortzusetzen. Laut seinem späteren Bericht beauftragte ihn Sir Christopher Hatton im Jahr 1641, als dieser den Bürgerkrieg kommen sah und die Zerstörung und die Plünderung der Kirchen fürchtete, mit der exakten Zeichnung sämtlicher Monumente in der Westminster Abbey und den wichtigsten Kirchen in England.

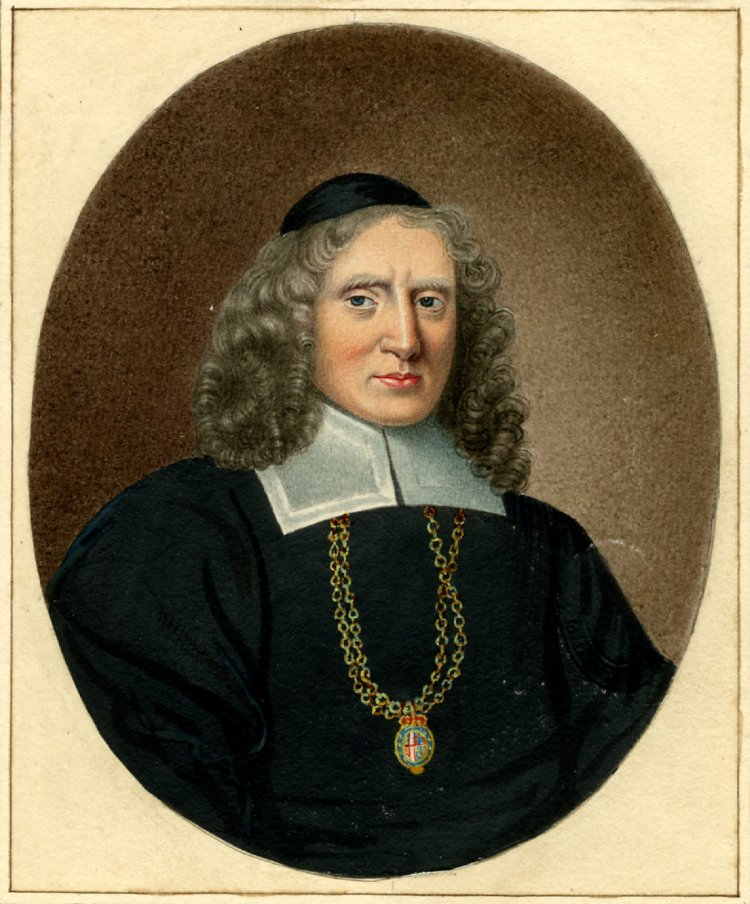
Porträt von William Dugdale von Silvester Harding

Im Juni 1642 wurde er zusammen mit den anderen Herolden zum König nach York eingeladen. Als der Bürgerkrieg ausbrach, beauftragte König Karl I. ihn damit, Banbury Castle und Warwick Castle zur Unterwerfung zu bewegen. Er war Zeuge der Schlacht bei Edgehill und kehrte später mit einem Landvermesser zurück, um das Schlachtfeld zu untersuchen. Er kam im November 1642 mit dem König in Oxford an und wurde als Master of Arts von der Universität zugelassen. Er arbeitete als Bürokrat in der königlichen Hauptstadt, vor allem ab Dezember 1643, als Hatton zum Comptroller of the Household ernannt wurde. Im Jahre 1644 ernannte ihn der König zum Chester Herald of Arms in Ordinary.
In seiner Freizeit in Oxford sammelte er Material für seine Bücher in der Bodleian Library und den Bibliotheken der Colleges der Universität. In diesen Jahren traf er Elias Ashmole, der später sein Schwiegersohn wurde. Nach der Kapitulation Oxfords 1646 kehrte Dugdale nach Blyth Hall zurück. Hatton, der sich der Kapitulation widersetzt hatte, ging nach Frankreich ins Exil, wo Dugdale ihn 1648 besuchte. Er nahm seine historischen Forschungen wieder auf und arbeitete gemeinsam mit Roger Dodsworth am Monasticon Anglicanum, dessen erster Band 1655 veröffentlicht wurde. Im folgenden Jahr veröffentlichte er seine eigenen „Antiquities of Warwickshire“, die bald als Modell für Grafschaftsgeschichte anerkannt wurde. In dieser Arbeit betrachtete er als einer der ersten die Bedeutung von Steinwerkzeugen und stellte fest, dass es sich dabei um „Waffen handelte, die die Briten verwendet hatten, bevor die Kunst der Herstellung von Messing- oder Eisenwaffen bekannt war“.
Nach der Stuart-Restauration erhielt Dugdale durch den Einfluss von Edward Hyde, 1. Earl of Clarendon das Amt des Norroy King of Arms. In diesem Amt übernahm er die heraldische Visitation der Grafschaften nördlich des Trent. 1677 erhielt er das Amt des Garter Principal King of Arms, das er bis zu seinem Tod innehatte, und wurde am 25. Mai 1677 zum Knight Bachelor („Sir“) geschlagen. In seinen letzten Jahren schrieb er auf Ersuchen von Anthony Wood seine Autobiografie.

## Werke
- Monasticon Anglicanum (1655–1673)
- Antiquities of Warwickshire (1656)
- History of St Paul’s Cathedral (1658)
- The History of Imbanking and Drayning (1662)
- Origines Juridiciales (1666)
- Baronage of England (1675–1676)
- A Short View of the Late Troubles (1681)
- Ancient Usage of Bearing Arms (1682)
- Visitations of Derbyshire, Yorkshire, etc.

Er gab auch Henry Spelmans Glossarium Archaiologicum (1664) und Concilia (1664) heraus und fügte seine eigenen Erweiterungen hinzu. Seine Vita, die er bis 1678 mit seinem Tagebuch und seiner Korrespondenz sowie einem Index seiner Manuskriptsammlungen verfasste, wurde von William Hamper redigiert und 1827 veröffentlicht.